# Marie Risby
Lillemor Marie Risby nata Johansson (Ludvika, 20 aprile 1955) è un'ex fondista svedese.
È moglie di Björn, a sua volta fondista.

## Biografia
In Coppa del Mondo ottenne il primo risultato di rilievo, nonché primo podio, l'8 gennaio 1983 a Klingenthal (2ª) e l'unica vittoria il 2 marzo 1985 a Lahti.
In carriera prese parte a tre edizioni dei Giochi olimpici invernali, Innsbruck 1976 (21ª nella 10 km, 4ª nella staffetta), Lake Placid 1980 (11ª nella 5 km, 15ª nella 10 km, 6ª nella staffetta) e Sarajevo 1984 (4ª nella 5 km, 6ª nella 10 km, 5ª nella 20 km, 5ª nella staffetta), e a una dei Campionati mondiali, Seefeld in Tirol 1985 (6ª nella 20 km il miglior risultato).

## Palmarès

### Coppa del Mondo
- Miglior piazzamento in classifica generale: 6ª nel 1984
- 4 podi (tutti individuali[2]):
  - 1 vittoria
  - 2 secondi posti
  - 1 terzo posto

#### Coppa del Mondo - vittorie
| Data         | Località | Nazione   | Spec. |
| ------------ | -------- | --------- | ----- |
| 2 marzo 1985 | Lahti    | Finlandia | 5 km  |